# Ministerio de Educación de Corea del Sur

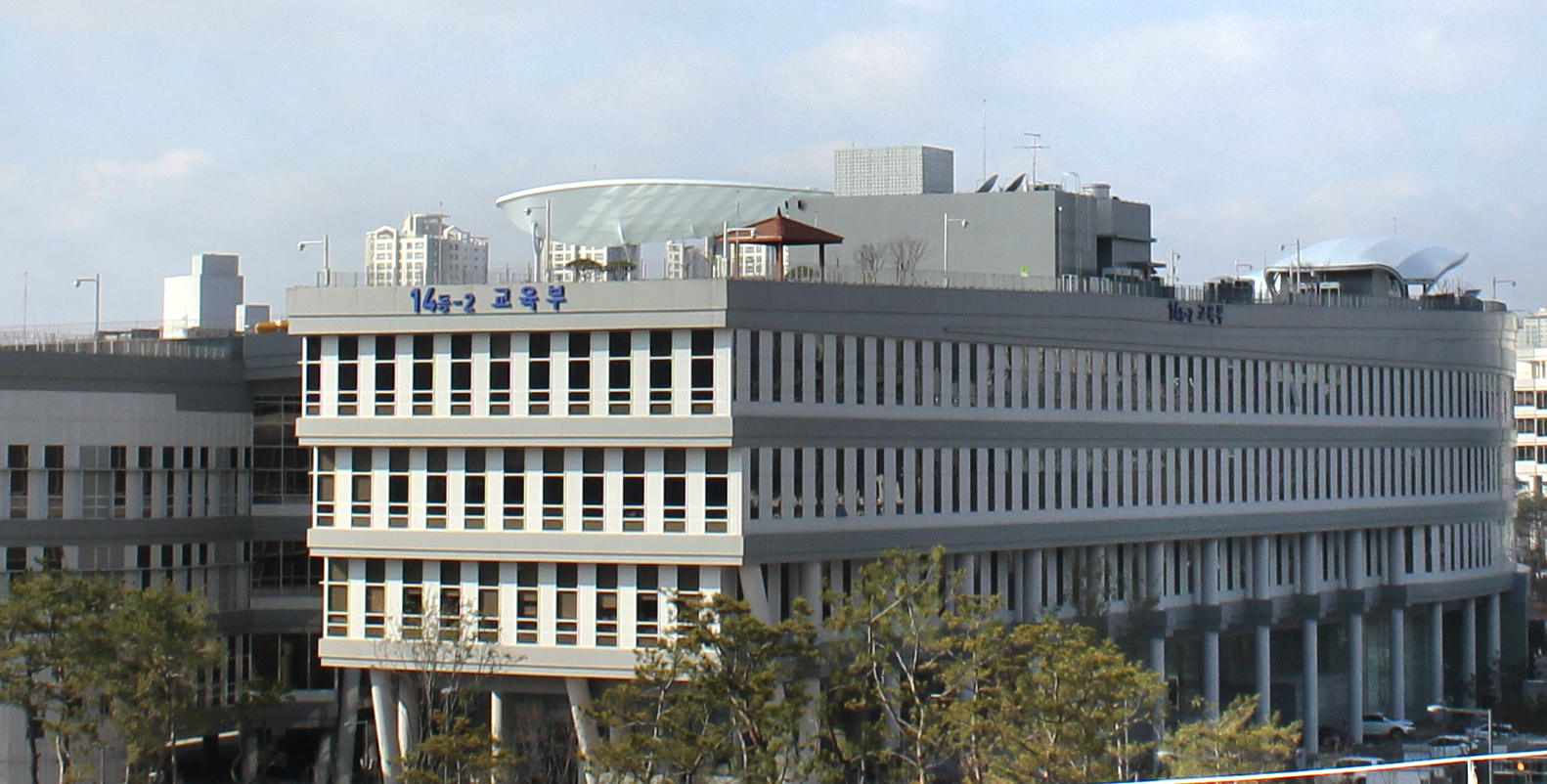
Oficinas centrales en Sejong City

El Ministerio de Educación es una división a nivel de gabinete del gobierno de Corea del Sur. Fue creado el 23 de marzo de 2013. No debe confundirse con las diecisiete Oficinas Regionales de Educación cuyos jefes, los Superintendentes, son elegidos directamente en las elecciones locales.
Su sede está en el Complejo del Gobierno Regional de Sejong, en la ciudad de Sejong.